# Иероним (Лаговский)
Архимандрит Иероним (в миру Иван Евгениевич Лаговский; 1827, Большие Соли, Костромская губерния — 29 апреля [11 мая] 1884, Санкт-Петербург) — архимандрит Русской православной церкви; педагог, ректор Пермской духовной семинарии.

## Биография
Иван Лаговский родился в 1827 году в посаде Большие Соли (ныне посёлок Некрасовское) в семье священника. Успешно окончив курс в Костромской духовной семинарии в 1849 году, поступил в Санкт-Петербургскую духовную академию, откуда вышел в 1853 года со степенью магистра богословия.
7 ноября 1853 года Иван Евгеньевич Лаговский был назначен учителем логики и психологии в Пермскую духовную семинарию; 8 апреля 1856 года рукоположен во священника.

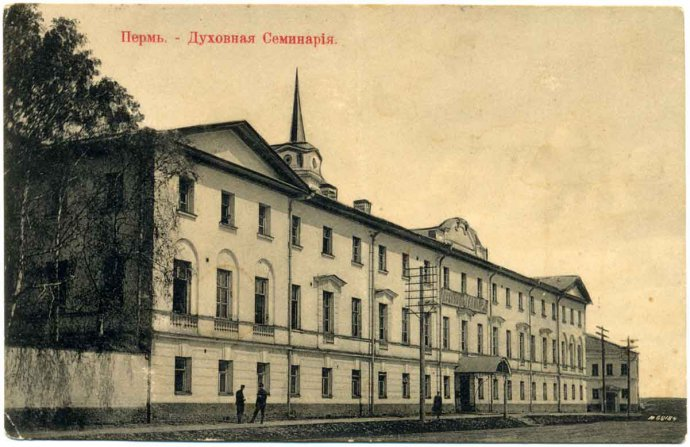
Пермская семинария в конце XIX века

В 1858 году он был возведён в сан протоиерея и назначен благочинным к Введенскому собору горного Богословского завода и законоучителем в горном училище. Через три года И. Е. Лаговский был переведён к Пермской тюремной церкви и преподавателем в Пермской семинарии.
С 7 октября 1868 года он был ректором семинарии; в 1869 году был избран в члены комитета для чтения катехизических бесед.
23 февраля 1874 году Иван Евгеньевич Лаговский постригся в монашество с именем Иероним и был возведен в сан архимандрита.
12 сентября 1879 года Иероним Лаговский был назначен членом Петербургского духовно-цензурного комитета.
Во время службы в Пермской духовной семинарии отец Иероним по документам её архива составил «Историю Пермской семинарии» в 3-х томах; кроме того, ему принадлежит труд «Библейская археология» (2 тт., СПб., 1883, 1884), где исчерпывающим образом были использованы труды немецких богословов; этот труд был удостоен половинной Макариевской премии.
Иероним Лаговский умер 29 апреля (11 мая) 1884 года в городе Санкт-Петербурге.
Его лекции по основному богословию были изданы в виде литографированных записок.